# Roudnice nad Labem
Roudnice nad Labem är en stad i Tjeckien.   Den ligger i regionen Ústí nad Labem, i den centrala delen av landet, 40 km norr om huvudstaden Prag. Roudnice nad Labem ligger 180 meter över havet och antalet invånare är 13 084. Tidigare, då staden tillhörde Österrike-Ungern användes det tyska namnet Raudnitz an der Elbe.
Terrängen runt Roudnice nad Labem är platt, och sluttar norrut.Runt Roudnice nad Labem är det ganska tätbefolkat, med 111 invånare per kvadratkilometer. Närmaste större samhälle är Litoměřice, 15,1 km nordväst om Roudnice nad Labem. Trakten runt Roudnice nad Labem består till största delen av jordbruksmark.